# Oxathres navicula
Oxathres navicula är en skalbaggsart som beskrevs av Bates 1864. Oxathres navicula ingår i släktet Oxathres och familjen långhorningar. Inga underarter finns listade i Catalogue of Life.